# 南关街道 (郑州市)
南关街道，是中华人民共和国河南省郑州市管城回族区下辖的一个乡镇级行政单位。南关街道位于管城回族区西南部，办事处驻南关街293号，西与二七区一马路街道毗邻，北靠西大街街道，东临陇海马路街道，南为紫荆山南路街道。 
南关街道所辖临火车站商圈是郑州较早形成的商圈之一，形成了以银基广场、世贸购物中心、锦荣服装城、中部大观国贸中心、新天地通讯城、豫泰商城等商场为主的商圈。

## 行政区划
南关街道下辖以下地区：
印刷厂街社区、惠工街社区、仁寿里社区、民乐里社区、花园村社区、张家门社区、豫丰社区、烟厂后街社区、南关街社区、新天地社区和锦艺新时代社区。